# Jan Bartram
Pour les articles homonymes, voir Bartram.
Jan Bartram est un footballeur danois né le 6 mars 1962 à Frederiksberg, qui évoluait au poste de milieu de terrain au Bayer Uerdingen et en équipe du Danemark.
Bartram a marqué cinq buts lors de ses trente-deux sélections avec l'équipe du Danemark entre 1985 et 1991.

## Carrière
- 1981-1986 : AGF Århus
- 1987 : Brøndby IF
- 1987-1988 : Rangers FC
- 1988-1991 : Bayer Uerdingen
- 1991-1996 : AGF Århus

## Palmarès

### En équipe nationale
- 32 sélections et 5 buts avec l'équipe du Danemark entre 1985 et 1991.

### Avec AGF Århus
- Vainqueur du Championnat du Danemark de football en 1986.
- Vainqueur de la Coupe du Danemark de football en 1987, 1992 et 1996

### Avec le Brøndby IF
- Vainqueur du Championnat du Danemark de football en 1987.

### Avec les Glasgow Rangers
- Vainqueur de la Coupe de la Ligue écossaise de football en 1988.